# Сутыгинская
Сутыгинская — река в России, протекает по Томской области. Устье реки находится в 73 км по правому берегу реки Левый Ильяк. Длина реки составляет 19 км.

## Данные водного реестра
По данным государственного водного реестра России, относится к Верхнеобскому бассейновому округу, водохозяйственный участок реки — Обь от впадения реки Васюган до впадения реки Вах, речной подбассейн реки — Васюган. Речной бассейн реки — (Верхняя) Обь до впадения Иртыша.